# Гинатон
Гинатон (ивр. גינתון‎) — мошав, расположенный в центральной части Израиля, недалеко от мошава Бен-Шемен. Административно относится к региональному совету Хевель-Модиин.

## История
Мошав был основан в 1949 году репатриантами из Болгарии, до этого проживавшими в мошаве Бейт-Ариф. В дальнейшем к основателям мошава присоединились выходцы из Венгрии, Румынии, Персии и Северной Африки.

## Население
По данным Центрального статистического бюро Израиля, население на начало 2020 года составляло 918 человек.